# Летище „Даучанг Йейдин“
Летище „Даучанг Йейдин“ (на китайски: 稻城亞丁機場; пинин: Dàochéng Yàdīng Jīchǎng) е гражданско летище, обслужващо окръг Даучанг, Гардзе-Тибетския автономен район в провинция Съчуан, Китай. Разположено на 4 411 м (14 472 фута) надморска височина, то се смята за най-високо разположеното гражданско летище в света.